# Orindiúva (kommun)
Orindiúva är en kommun i Brasilien.   Den ligger i delstaten São Paulo, i den sydöstra delen av landet, 500 km söder om huvudstaden Brasília. Antalet invånare är 5 678.
Följande samhällen finns i Orindiúva:
- Orindiúva

Omgivningarna runt Orindiúva är en mosaik av jordbruksmark och naturlig växtlighet. Runt Orindiúva är det glesbefolkat, med 8 invånare per kvadratkilometer.